# U.S. Opitergina
Unione Sportiva Opitergina là một câu lạc bộ bóng đá Ý, có trụ sở tại Oderzo, Veneto.
Opitergina trong mùa 2010-11, từ Serie D nhóm C đã xuống hạng, trong trận play-off, đến Eccellenza Veneto.
Màu của đội là trắng và đỏ.